# Артамонов, Игорь Георгиевич
Игорь Георгиевич Артамонов (род. 14 марта 1967, Прикумск, Ставропольский край) — российский политик, экономист. Губернатор Липецкой области с 13 сентября 2019 (врио 2 октября 2018 — 13 сентября 2019).

## Биография
Родился 14 марта 1967 года в городе Будённовске Ставропольского края. Вырос в небольшой семье. Отец погиб, когда Игорь был ещё ребёнком. Его воспитывали мать и старшая сестра, никого из них уже нет в живых. Учился всегда хорошо, в школе любил математику и шахматы, выступал на шахматных соревнованиях. Увлекался спортом, играл в футбол и волейбол.
Служил на финляндской границе на заставе «Вента» Ребольского погранотряда Краснознамённого Северо-Западного пограничного округа. Уволился в 1987 г. сержантом.
В 1990 году окончил Московский институт народного хозяйства им. Г. В. Плеханова.
Обучался в НИУ «Высшая школа экономики» по программе «МВА-Финансы» и в Академии народного хозяйства при правительстве РФ по программе развития кадрового управленческого резерва.
С 1992 года начальник отдела кредитования и экономической работы Буденновского отделения Сбербанка России, c 1994 года — заместитель управляющего отделением.
В 1996 году назначен управляющим Будённовским отделением Сбербанка России № 1812.
С 2000 года — директор управления по организации работы с клиентами Ставропольского банка Сбербанка России, затем Северо-Кавказского банка Сбербанка. Вошёл в состав Правления банка.
В 2001 году возглавил управление кредитования Северо-Кавказского банка Сбербанка России, в 2004 г. назначен заместителем председателя правления.
В 2003—2004 годах работал во Временной администрации по управлению Дальневосточным банком Сбербанка России.
В 2007−2011 годах возглавлял Западно-Сибирский банк Сбербанка России.
С июня 2011 года работал в должности заместителя Председателя Правления Сбербанка России.
7 июня 2013 года назначен на должность Вице-президента Сбербанка России — Председателя Среднерусского банка. За полтора года его работы на этих должностях Среднерусский банк поднялся на первую с последних позиций строчку рейтинга территориальных подразделений системы Сбербанка.
С 2018 года обучается по программе развития кадрового управленческого резерва Высшей школы государственного управления РАНХиГС.

## Губернатор Липецкой области
2 октября 2018 года назначен ВРИО губернатора Липецкой области. Президент России Владимир Путин подписал указ «О досрочном прекращении полномочий главы администрации Липецкой области», которым назначил Игоря Артамонова временно исполняющим обязанности главы администрации Липецкой области до вступления в должность лица, избранного главой администрации Липецкой области.
В Единый День голосования, 8 сентября 2019 года, с результатом 67,29 % в первом туре выборов Главы администрации Липецкой области он одержал победу. Срок его полномочий завершится в 2024 году. Вступление в должность состоялось 13 сентября.
Во время российского нападения на Украину, Артамонов поддержал вторжение, назвав войну «борьбой с нацизмом».

## Скандалы
Во время пандемии COVID-19 возникли несколько скандалов, связанных с именем Игоря Артамонова.
1. В начале мая 2020 года на одном из рабочих совещаний Игорь Артамонов обсуждал с мэром Липецка Евгенией Уваркиной возможность санитарной обработки мест, где обычно собираются люди. Уваркина предложила использовать дезинфектор, как меру устрашения людей и принуждения к соблюдению режима самоизоляции. Артамонов согласился с этой идеей, допустив некорректное высказывание, которое попало на аудиозапись и стало причиной служебной проверки[12][13][14].
2. 25 мая 2020 года в сети размещена аудиозапись, на которой Артамонов обсуждает со своими подчиненными возможность фальсификации данных по заболевшим COVID-19 в Липецкой области в сторону их увеличения[11]. Запись опубликовал депутат липецкого облсовета Олег Хомутинников[15]. Из контекста разговора можно сделать вывод, что речь идет о заболевших, но администрация и сам Артамонов заявили, что он обсуждал количество проведенных тестов на инфекцию[15][16]
3. 10 июня 2020 года депутат липецкого облсовета Олег Хомутинников опубликовал аудиозапись, в которой И. Артамонов предложил «составлять протокольчики на ветеранов». В пресс-службе администрации Липецкой области объяснили, что эти слова были сказаны на давнем совещании по мерам противодействия распространению инфекции на транспорте, на котором было принято решение в автобусах бесплатно обеспечивать людей масками. В администрации также прокомментировали, что люди, желающие «прицепиться» к губернатору, публикуют не настоящие записи, но смонтированные. Сам Артамонов пояснил, что за ним шпионят некоторые люди с целью заставить его «идти на поводу и договариваться»[17].

## Семья
Женат, супруга Наталья Артамонова, двое детей:
- Сын раньше работал в Сбербанке, с 2019 года занимается биотехнологиями[19][20].
- Дочь на 2019 год являлась школьницей[19][20].

## Награды
- Медаль ордена «За заслуги перед Отечеством» II степени[2][21].
- В 2018 году награждён Орденом Почета Российской Федерации[6].
- Орден Александра Невского (2022)

## Доходы и собственность
Декларированный годовой доход за 2017 год составил 131 млн. 130 тыс. рублей, за 2018 год — 195 млн. 813 тыс. 856 руб. Собственность по состоянию на 31 декабря 2018 г.: квартира пл. 150,1 м², машиноместо 16,9 м², дачный участок 2500 м², жилой дом 346,2 м², а также автомобиль Porsche Panamera. Супруга Артамонова владеет квартирой 146,2 кв.м. в Германии. Стабильно входит в рейтинги самых богатых губернаторов России.

## Санкции
С июля 2022 года за поддержку войны России против Украины находится под санкциями Великобритании.
15 декабря 2022 года, внесён в санкционный список США за «призыв граждан на войну в ответ на недавний российский приказ о мобилизации».
19 августа 2022 года внесён в санкционный список Канады «близких соратников режима, которые являются соучастниками агрессии российского режима против Украины».
19 октября 2022 года включён в санкции Украины как «глава государственного органа, осуществлявший поддержку/поощрение/публичное одобрение политики РФ, направленной на проведение военных действий и геноцид гражданского населения в Украине».
По аналогичным основаниям находится под санкциями Австралии и Новой Зеландии.